# Smrčí (Mírová pod Kozákovem)
Smrčí je vesnice, část obce Mírová pod Kozákovem. Leží v katastrálním území Vesec pod Kozákovem.

## Historie
První písemná zmínka o vesnici pochází z roku 1383.
Osada Smrčí má vlásečnicový charakter zástavby podél původních úvozových komunikací. Po vybudování silnice mezi Loktušemi a Koberovy (silnice II/282) v roce 1886 se zástavba z větší části dostala mimo průjezdní komunikaci a část polních cest zmizela v rámci scelování pozemků jednotným zemědělským družstvem v padesátých a šedesátých letech dvacátého století. Jádro osídlení osady je na úpatí severozápadního vyvýšenina zvaná Skalíčko, což je prostřední vyvýšení údolí geografického reliéfu připomínajícího písmeno W, kde krajní vrcholy reliéfu jsou na jihu Stráně, a na severu Hamštejnský hřeben.
Mezi Smrčím a Koberovy se točil film Přijela k nám pouť z roku 1973 (scéna se skleníkem).

## Přírodní poměry

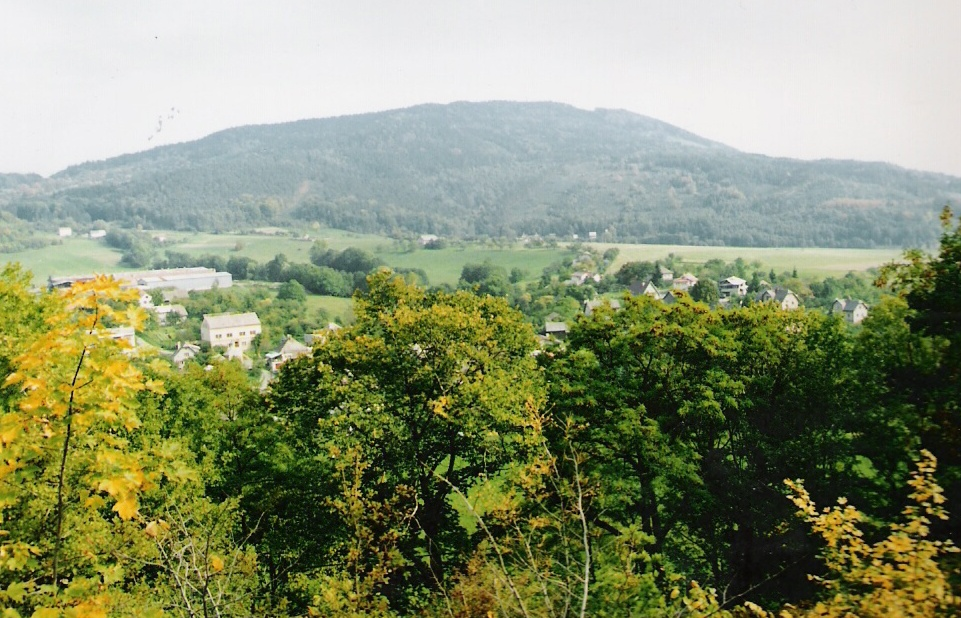
Vrch Kozákov (744 metrů)

Hornatý charakter kraje a pozdější první osídlení oblasti způsobilo velmi rozptýlenou zástavbu, jež je protknuta nebo přímo přeťata úseky obhospodařované kulturní krajiny s mnoha lesy. Osadou protékají celkem tři vodoteče, z nichž dvě bezejmenné ve vsi přímo pramení. Třetí přitéká od severozápadu po dně údolí velmi blízko jižnímu hraničnímu svahu strání. Tento potok se jmenuje Stebenka a protéká následně celou obcí Mírová pod Kozákovem, kterou opouští v Bělé, kde se koryto říčky dostane do správního území Turnova a vlévá se do Jizery. Osada je součástí chráněné krajinné oblasti Český ráj .

## Obyvatelstvo
| Rok            | 1869 | 1880 | 1890 | 1900 | 1910 | 1921 | 1930 | 1950 | 1961 | 1970 | 1980 | 1991 | 2001 | 2011 | 2021 |
| -------------- | ---- | ---- | ---- | ---- | ---- | ---- | ---- | ---- | ---- | ---- | ---- | ---- | ---- | ---- | ---- |
| Počet obyvatel | 170  | 181  | 230  | 245  | 222  | 209  | 226  | 157  | 167  | 140  | 111  | 103  | 99   | 98   | 131  |
| Počet domů     | 30   | 36   | 44   | 45   | 44   | 44   | 46   | 47   | 47   | 42   | 39   | 54   | 56   | 60   | 60   |

## Hospodářství
Obyvatelstvo osady se odpradávna zabývalo zemědělstvím, bylo poddáno různým panstvím (Rotštejn aj.) Chudé rodiny si přivydělávaly navlékáním korálků. V osadě se nacházejí také velká ložiska písku, jež byla v minulosti těžena a využívána hlavně ke stavebnictví a sklářství; po této činnosti zde zůstal lom.
Od počátku devadesátých let dvacátého století v osadě obhospodařuje většinu pozemků členů bývalého jednotného zemědělského družstva soukromá farma. Obyvatelé dojíždějí za prací zejména do Turnova nebo podnikají v jiných činnostech (stavebnictví, zpracování plastů atd.).

## Společnost
Osada nemá vlastní kostel, jen kapličku. Římští katolíci patřili k farnosti Kostelní Loučky. Kulturní život se soustřeďuje okolo návsi a přilehlé hasičské zbrojnice, se sálem, kde se pravidelně scházejí hasiči. Ve vsi působí hasičský spolek.

## Galerie

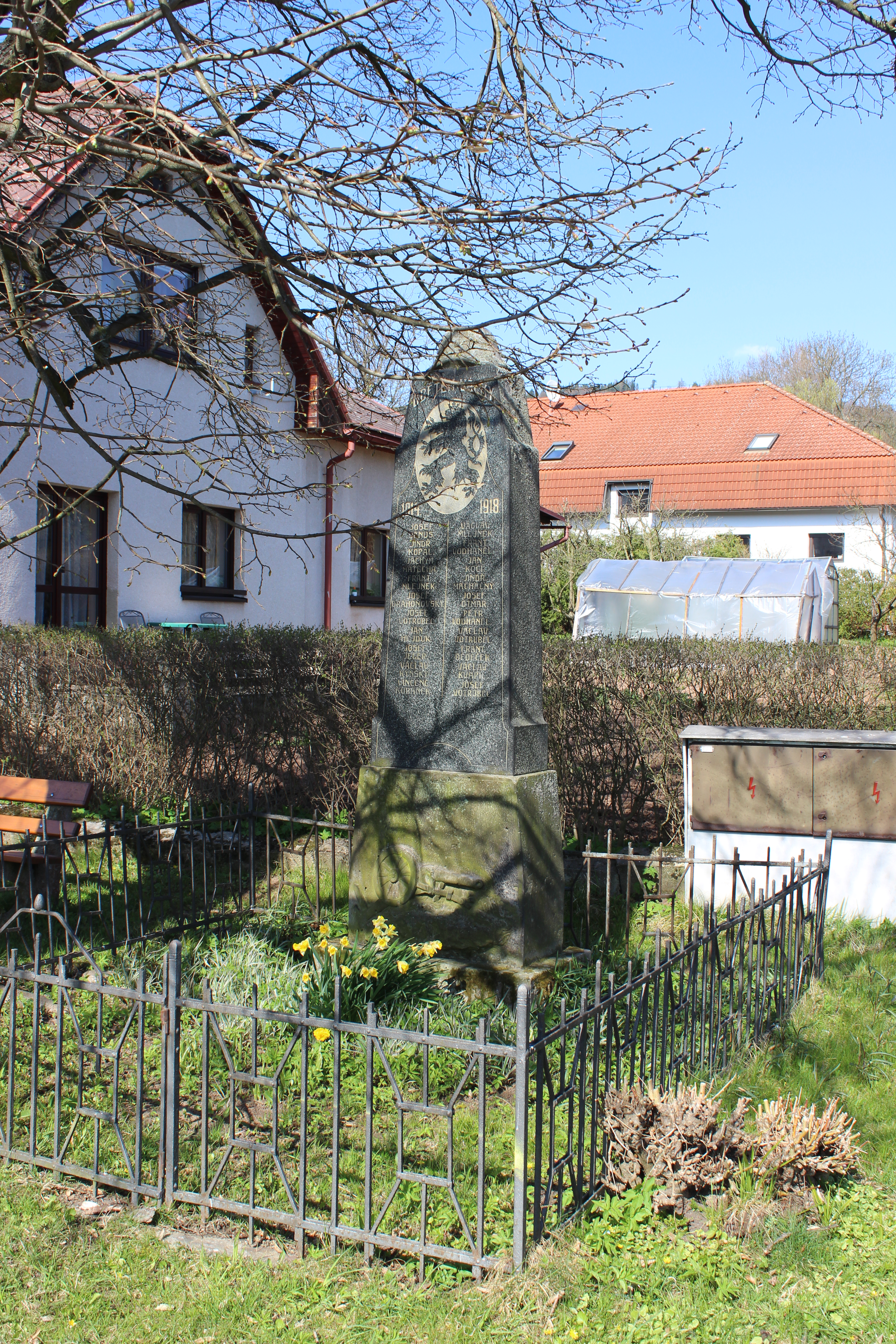
Pomník padlým Smrčanům
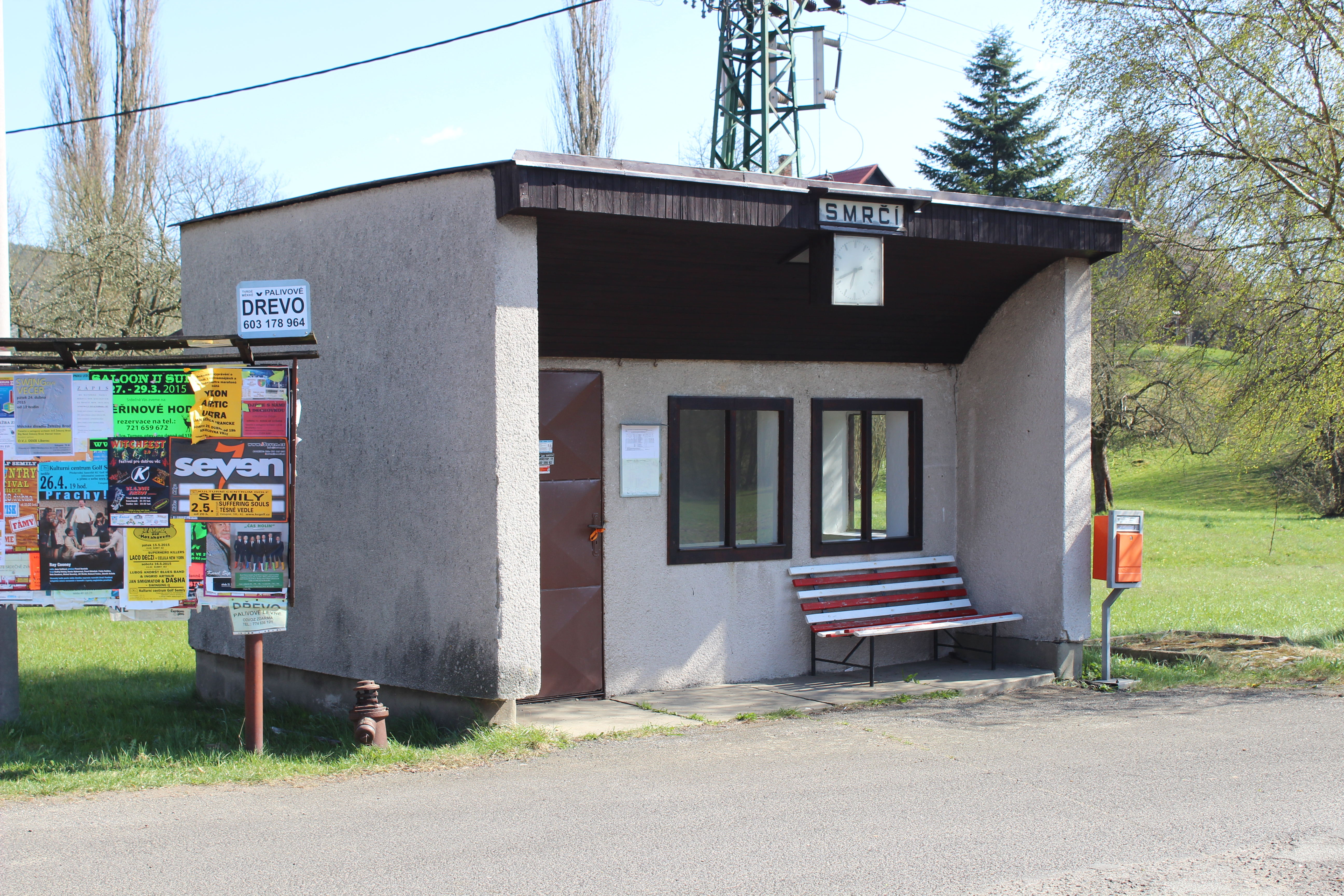
Autobusová čekárna
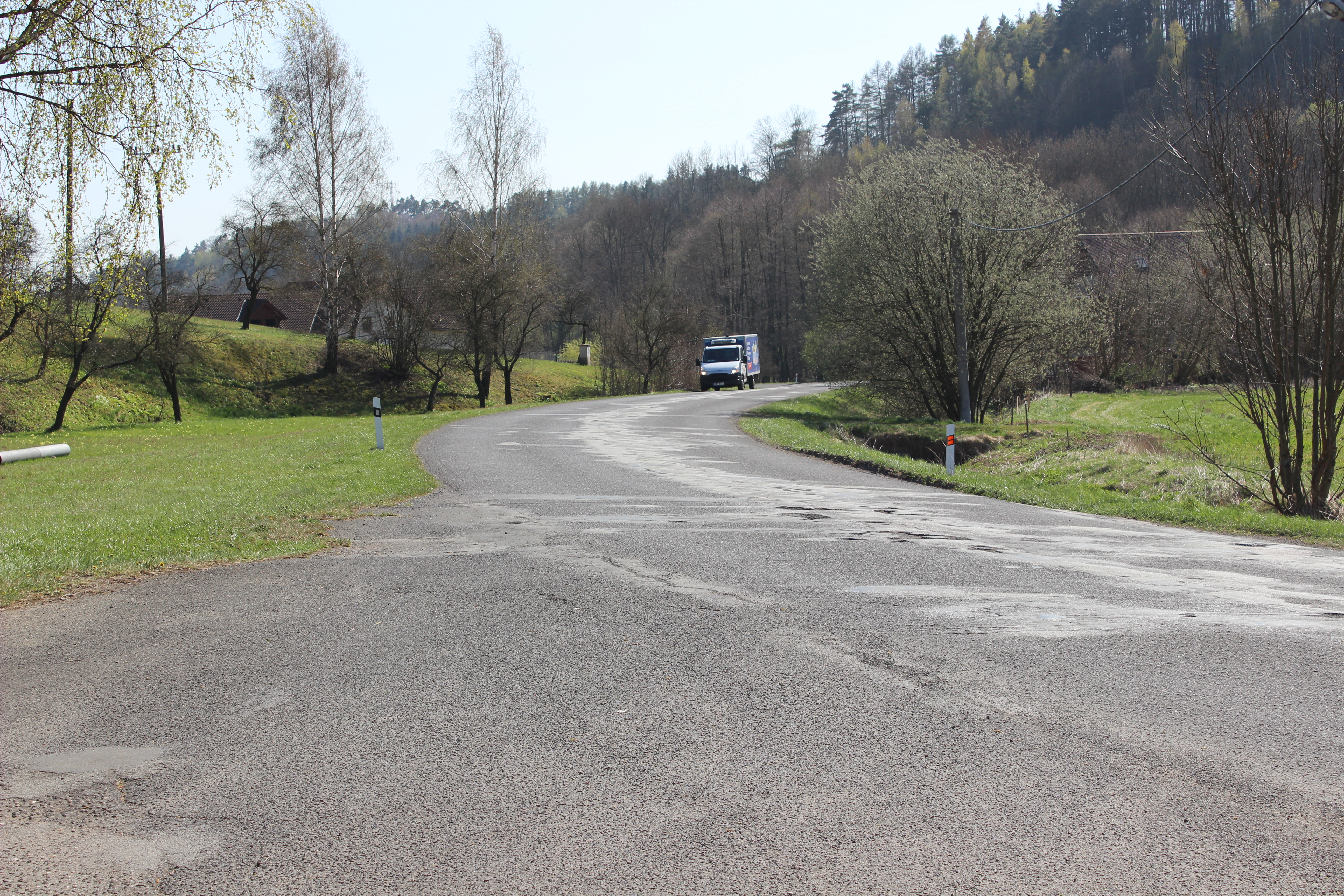
Hlavní silnice II/282
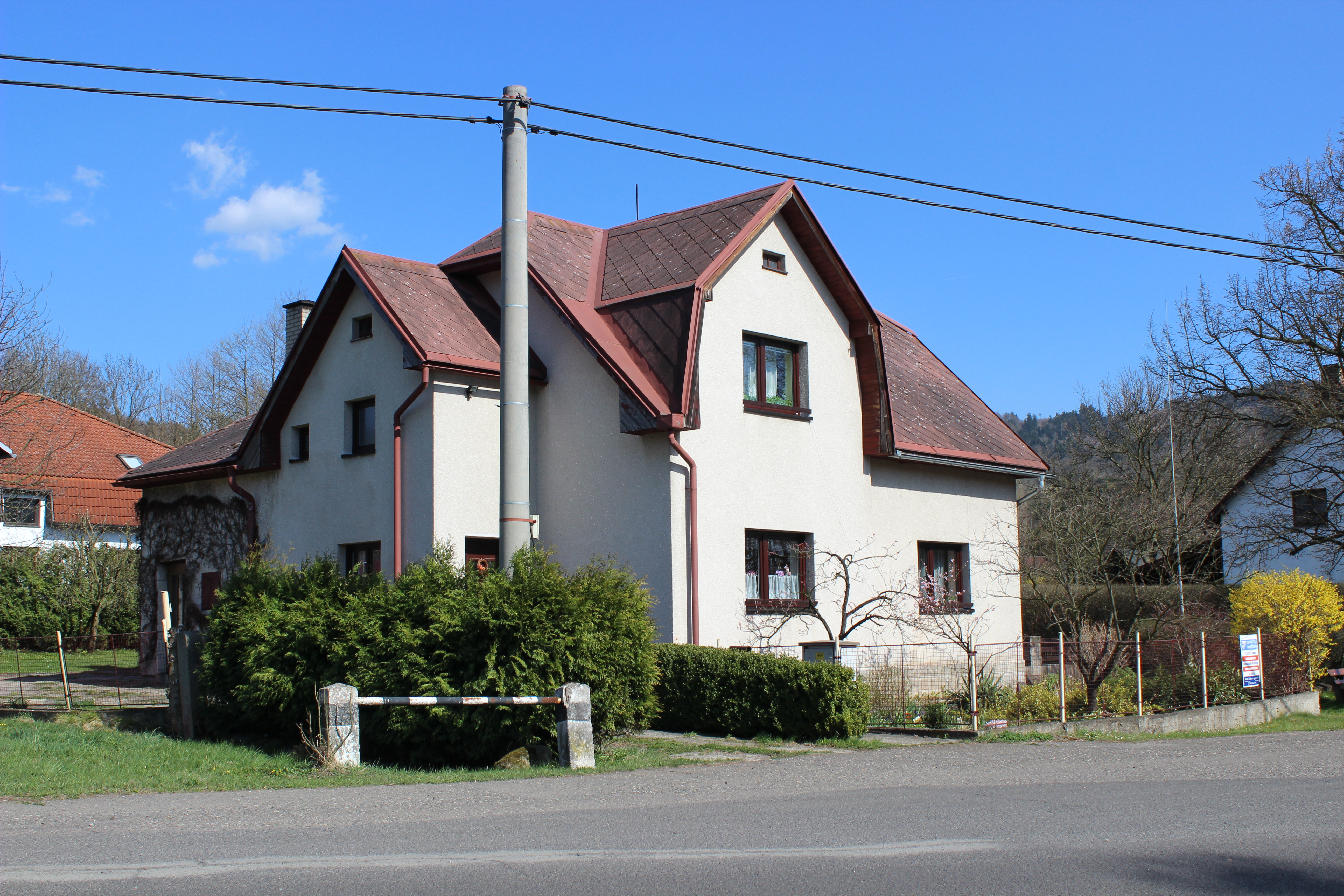
Dům čp. 49
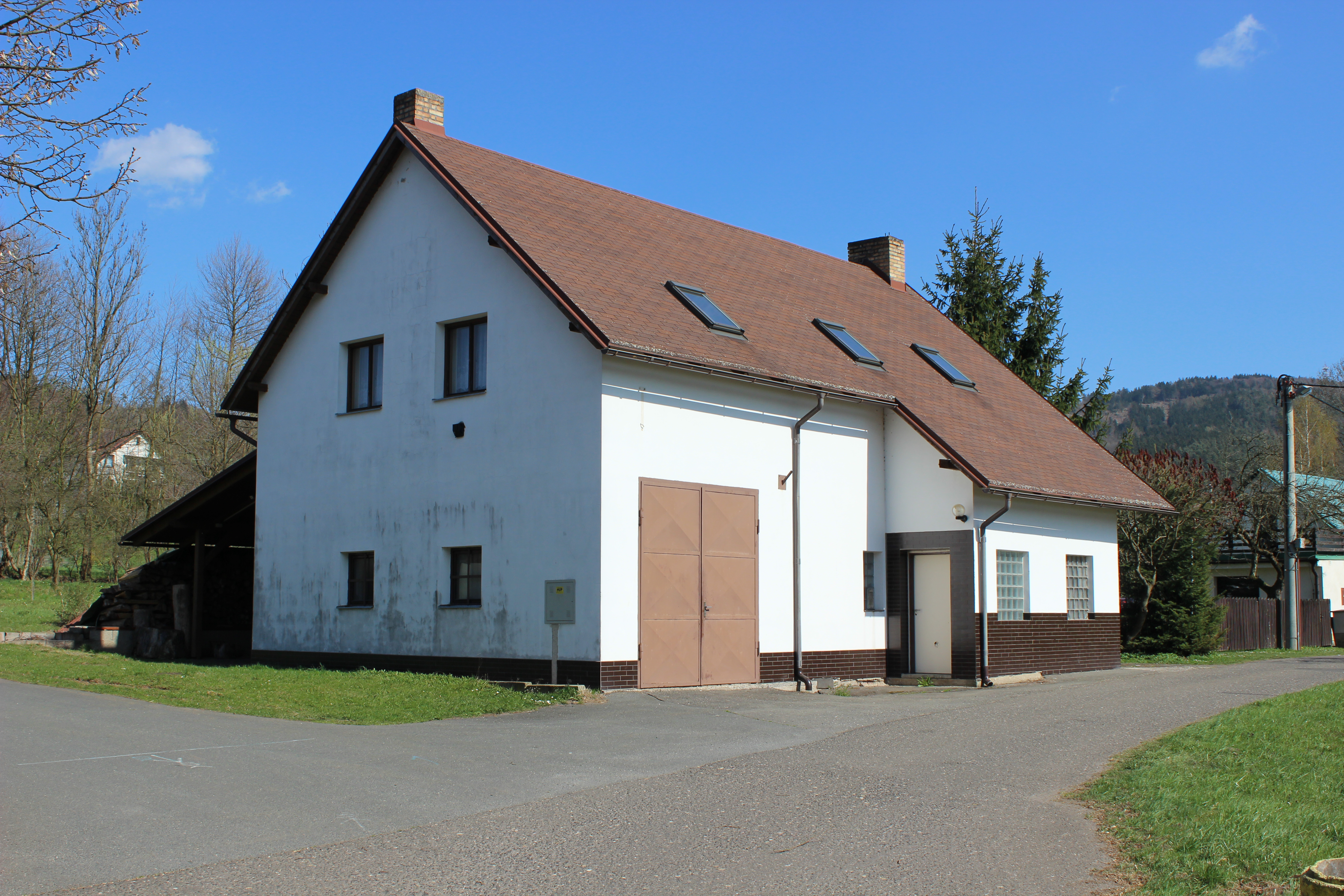
Hasičská zbrojnice